# Robert Müller (Eishockeyspieler)
Robert Müller (* 25. Juni 1980 in Rosenheim; † 21. Mai 2009 ebenda) war ein deutscher Eishockeytorwart. Im Verlauf seiner Karriere bestritt er in der Deutschen Eishockey Liga (DEL) zwischen 1998 und 2008 insgesamt 387 Spiele für die Starbulls Rosenheim, Adler Mannheim, Krefeld Pinguine, Füchse Duisburg und Kölner Haie. Für die deutsche Nationalmannschaft kam er unter anderem beim World Cup of Hockey 2004 und bei den Olympischen Winterspielen 2006 zum Einsatz. Insgesamt absolvierte er in zehn Jahren 127 Länderspiele.
Im November 2006 wurde bei Müller ein Hirntumor diagnostiziert, dem er im Mai 2009 erlag. Die DEL sperrte daraufhin ligaweit seine Rückennummer 80, zuvor war Müller bereits in die deutsche Eishockey-Hall-of-Fame aufgenommen worden.

## Karriere

### National

#### Jugend und Beginn der DEL-Karriere
Mit drei Jahren stand Müller das erste Mal mit Schlittschuhen auf einer Eisfläche. Seine sportliche Laufbahn begann Robert Müller im Alter von fünf Jahren, als er 1985 beim Sportbund Rosenheim erste Erfahrungen auf dem Eis sammelte. Während seiner Juniorenzeit spielte er für die U13-, U14 und U15-Juniorenauswahl des bayerischen Eishockeyverbandes und schaffte es so in die U16-Nationalauswahl der Junioren. Müller galt als ungewöhnlich ambitionierter Spieler – vormittags nahm er als Stürmer und nachmittags als Torhüter am Training teil. „Sport ist sein Leben“; „Wo er war, hat er für Aufbruchstimmung gesorgt.“ (Franz Fritzmaier, damals Jugend-Nationalcoach).
Der Torwart blieb bis zur Saison 1996/97 bei den Rosenheimern und wurde in dieser Zeit mit seiner Mannschaft viermal Bayerischer Meister, ehe er 1997 für eine Saison zum EHC Klostersee in die damals drittklassige „2. Liga“ wechselte. Mit dem EHC sicherte Müller in den Play-downs den Klassenerhalt, kehrte dann allerdings nach Rosenheim zurück, wo er bis 2000 das Tor der Starbulls in der Deutschen Eishockey Liga hütete. In diesen zwei Jahren teilte er sich die Position des Stammtorhüters mit Claus Dalpiaz, Robert Haase und Håkan Algotsson. Nach 27 Einsätzen in der Hauptrunde der Spielzeit 1999/2000 bestritt Müller in der Abstiegsrunde schließlich alle zwölf Spiele für die Starbulls.

#### Deutscher Meister 2001, 2003 und 2007
Im Sommer 2000 unterschrieb Müller einen Vertrag beim DEL-Rekordmeister Adler Mannheim, mit dem er 2001 Deutscher Meister und 2002 Vizemeister wurde. Zudem absolvierte er einige Einsätze bei den Jungadlern, dem Mannheimer Juniorenteam in der Deutschen Nachwuchsliga. Bei den Adlern wurde Müller meist als Ersatztorhüter hinter Mike Rosati eingesetzt.

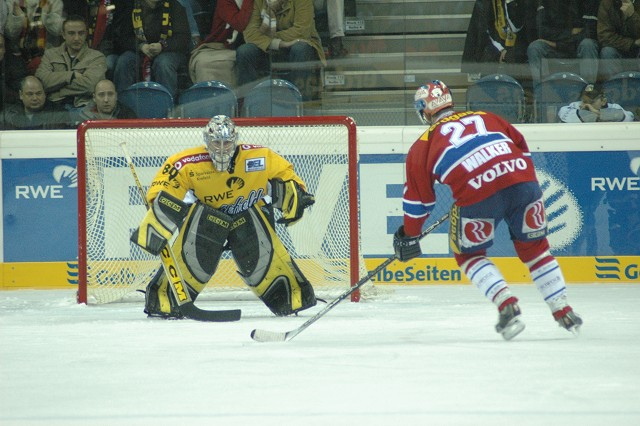
Robert Müller in Aktion, 2004

Beim NHL Entry Draft 2001 sicherten sich die Washington Capitals in der neunten Runde an 275. Stelle die Transferrechte für Nordamerika an Robert Müller. Im Sommer 2002 erhielt er die Möglichkeit, an einem Trainingslager des NHL-Franchise der Washington Capitals teilzunehmen. Müller entschied sich nach der Teilnahme am Trainingslager der Capitals, seine Karriere in Deutschland fortzusetzen.
Zurück in Deutschland wechselte Müller nach zwei Jahren und 40 Ligaspielen für die Adler zum Ligakonkurrenten Krefeld Pinguine. Bei den Krefeldern avancierte Müller sofort zum Stammtorwart und gewann mit seinem Team am Ende der Saison 2002/03 die Deutsche Meisterschaft, nachdem man nach der Vorrunde den sechsten Platz belegt hatte. Im entscheidenden fünften Finalspiel der Best-of-Five-Serie gegen den Titelverteidiger Kölner Haie konnte er bei dem 3:1-Auswärtssieg seiner Mannschaft eine sehr starke Fangquote von 97 Prozent aufweisen und war zudem der jüngste deutsche Stammtorwart, der Deutscher Meister werden konnte und der erste deutsche Stammtorwart seit Helmut de Raaf 1996, der den Titel gewann. In seiner Zeit in Krefeld wurde der Torhüter zudem zweimal, 2005 und 2006, ins DEL All-Star Game berufen, wo er mit den besten Akteuren der Liga zusammenspielte. Nachdem die Pinguine in der Saison 2003/04 die Play-off-Runde verpasst hatten, wurde Müller für den Rest der Spielzeit in die Schweiz ausgeliehen, wo er mit dem EHC Basel den Klassenerhalt in der Nationalliga A verpasste.
Nach vier Jahren in Krefeld und insgesamt 213 Spielen in der DEL kehrte Müller zur Saison 2006/07 wieder zu den Adlern Mannheim zurück und unterschrieb einen Dreijahresvertrag. In Mannheim wurde Müller zunächst als Stammtorhüter vor Ilpo Kauhanen und Danny aus den Birken eingesetzt und gewann am Saisonende mit den Adlern erneut die Deutsche Meisterschaft.

#### Krebserkrankung und Rückkehr aufs Eis

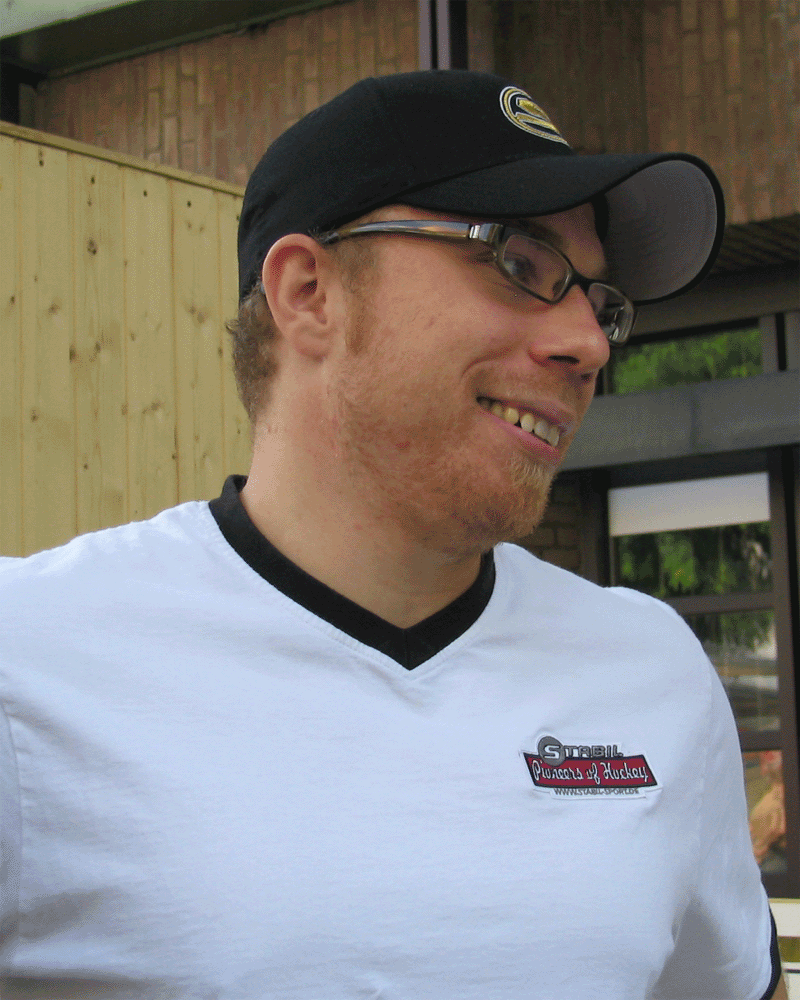
Robert Müller im September 2005 auf einer Veranstaltung des Round Table Tönisvorst

Im November 2006 traten bei Müller vor dem Deutschland Cup in Hannover Schwindelanfälle auf, derentwegen er abreisen musste. Nach Untersuchungen in einer Heidelberger Klinik für Neurochirurgie wurde ein bösartiger Hirntumor entdeckt und operativ teilentfernt. Nach diesem Eingriff musste er sich einer Chemo- und Strahlentherapie unterziehen. Müller musste infolge der Behandlung drei Monate pausieren. Danach wurde er dreimal bei offiziellen Spielen mit eingesetzt, darunter beim Saisonfinale in der SAP Arena: Nachdem die Fans Müller lautstark gefordert hatten, stand er in den letzten 31 Sekunden im Tor der Adler Mannheim, als diese die Nürnberg Ice Tigers mit 5:2 im Play-off-Finale zur Deutschen Meisterschaft besiegten.
Nachdem Müller für die kommende Saison aufgrund einer Entscheidung des Managements seinen Stammplatz an seinen Ersatzmann Jean-Marc Pelletier und dessen Nachfolger Adam Hauser abgeben musste, wurde der Torhüter in der Saison 2007/08 an den EV Duisburg ausgeliehen, mit der Option, zu den Adlern zurückzukehren, falls dies im Saisonverlauf nötig werden sollte.
Im Dezember 2007 einigten sich die Kölner Haie und die Adler Mannheim auf einen sofortigen Wechsel von Robert Müller in das Kölner Team. Er ersetzte dort den nach Russland gewechselten Travis Scott und erhielt einen Vertrag bis 2010.
Am 22. März 2008 bestritt Robert Müller mit den Kölner Haien das dritte Play-off-Viertelfinale der Saison 2007/08 gegen die Adler Mannheim, das die Haie nach 168 Minuten und 16 Sekunden durch einen Treffer von Philip Gogulla mit 5:4 für sich entschieden. Mit einer Dauer von sechseinhalb Stunden gilt es als das längste Profi-Eishockeyspiel auf deutschem Boden und war zu diesem Zeitpunkt auch das längste der europäischen Geschichte. Müller parierte in diesem Spiel 96 Torschüsse, was bis heute Rekord ist für ein DEL-Spiel bzw. DEL-Spiel mit Verlängerung (Stand 30. April 2021).

#### Karriereende und Tod
Im August 2008 musste sich Müller einer erneuten Operation unterziehen, bei der nach offiziellen Angaben Gewebeproben entnommen wurden. Tatsächlich jedoch wurden wie beim ersten Eingriff große Teile der Geschwulst entfernt, denn der Tumor war in kürzester Zeit gewachsen und drückte auf Blutgefäße, wodurch Lebensgefahr bestand.
Ab Ende Oktober 2008 stand der Torhüter wieder auf dem Eis, um für sein Comeback zu trainieren. Kurz darauf, Anfang November, entband er seinen Arzt Professor Wolfgang Wick von der Schweigepflicht, der die Schwere der Krankheit veröffentlichte. Trotz der kritischen Prognose trainierte Robert Müller weiter. Zu diesem Zeitpunkt hatte er bereits die mittlere Lebenserwartung überschritten, die bei einem Tumor vierten Grades, einem Glioblastom, zu erwarten ist.
Am 16. November 2008 feierte Müller schließlich sein Comeback, als er in den letzten acht Minuten im Spiel der Kölner Haie gegen die Nürnberg Ice Tigers eingesetzt wurde. Sein letztes Spiel hatte er am 23. November 2008 gegen die Krefeld Pinguine im KönigPALAST. Müller wurde fünf Minuten vor Spielende als Torhüter für die Kölner Haie eingetauscht und wurde von den Krefelder Fans mit tosendem Applaus und dem Ruf „Robert, du bist ein Krefelder“ gefeiert.
Mitte Dezember 2008 verschlechterte sich sein Gesundheitszustand erneut dramatisch, bei einem öffentlichen Auftritt in einem Kinderkrankenhaus brach er zusammen. Im Januar 2009 gab der Torhüter schließlich sein Karriereende bekannt. Seinen letzten öffentlichen Auftritt hatte er im März bei der Saisonabschlussfeier der Kölner Haie.
Am 21. Mai 2009 erlag Robert Müller in seiner Heimatstadt Rosenheim seiner Erkrankung. Er hinterließ eine Frau und zwei Kinder.

#### Statistik
(Legende zur Torhüterstatistik: GP oder Sp = Spiele insgesamt; W oder S = Siege; L oder N = Niederlagen; T oder U oder OT = Unentschieden oder Overtime- bzw. Shootout-Niederlage; Min. = Minuten; SOG oder SaT = Schüsse aufs Tor; GA oder GT = Gegentore; SO = Shutouts; GAA oder GTS = Gegentorschnitt; Sv% oder SVS% = Fangquote; EN = Empty Net Goal; 1 Play-downs/Relegation; Kursiv: Statistik nicht vollständig)

### International

#### Internationale Vereinsturniere
Mit den Adler Mannheim nahm Robert Müller 2001 erstmals am Spengler Cup in Davos teil. Beim Vorrundenaus des amtierenden Deutschen Meisters bestritt der Torhüter eine komplette Partie und wurde in zwei weiteren für Stammtorhüter Mike Rosati eingewechselt. 2003 belegte Müller mit den Krefeld Pinguinen lediglich den fünften und damit letzten Platz, wurde allerdings zum besten Torhüter des Turniers sowie ins All-Star Team gewählt.

#### Nationalmannschaft

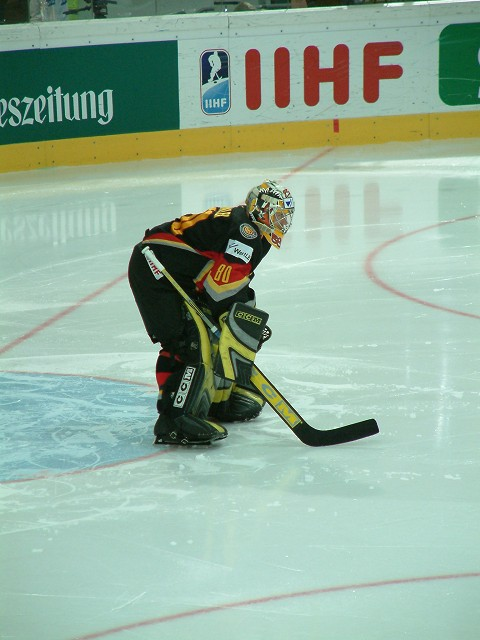
Robert Müller im Trikot der deutschen Nationalmannschaft bei der WM 2005

Seine erste Nominierung für ein internationales Turnier erhielt Müller 1997 für die U18-Junioren-Europameisterschaft, bei der er in sechs Spielen im Tor der U18-Auswahl stand. Allerdings verpasste die Mannschaft den Klassenerhalt, sodass das DEB-Team im nächsten Jahr in der zweitklassigen B-Gruppe antreten musste. Für seine überragenden Leistungen wurde Müller bei diesem Turnier zum besten Torhüter ausgezeichnet.
Ab 1999 gehörte Robert Müller der deutschen Eishockeynationalmannschaft an, bei der er sich die Torwartposition mit vier Spielern aus der Deutschen Eishockey Liga und National Hockey League teilte. Am 13. Februar 1999 stand er bei einer 2:5-Niederlage gegen die Schweiz zum ersten Mal im Tor der A-Nationalmannschaft, bei der er ebenso wie im Verein die Rückennummer 80 in Anlehnung an sein Geburtsjahr trug. Im April des gleichen Jahres bestritt der damals 18-Jährige in Dänemark seine erste Weltmeisterschaft, belegte jedoch mit der Nationalmannschaft lediglich den vierten Platz und verfehlte somit den Wiederaufstieg in die erstklassige A-WM.
Dieser gelang der Mannschaft im folgenden Jahr durch den Sieg der B-Gruppe in Polen, bei der Müller zwei Spiele bestritt. Zusätzlich kam er in fünf Partien bei der U20-Weltmeisterschaft des gleichen Jahres zum Einsatz. Nach der Weltmeisterschafts-Teilnahme im eigenen Land 2001, bei der das deutsche Team ins Viertelfinale einziehen konnte, qualifizierte sich Robert Müller mit der Nationalmannschaft im selben Jahr bei einem Ausscheidungsturnier im slowenischen Ljubljana erstmals für ein olympisches Eishockeyturnier. Bei den Winterspielen in Salt Lake City 2002 stand Müller ebenso wie bei der Weltmeisterschaft in Schweden zweimal für die DEB-Auswahl im Tor.
Mit der Nationalmannschaft folgten die Weltmeisterschaften 2003 in Finnland und 2005 in Wien und Innsbruck, bei der die Mannschaft erneut in die B-Gruppe abstiegen. Außerdem stand Müller im Aufgebot beim World Cup of Hockey 2004 sowie zwischen von 2000 bis 2005 fünfmal beim Deutschland Cup auf dem Eis. 2006 vertrat er Deutschland erneut bei den Olympischen Spielen, außerdem schaffte er mit der Mannschaft den direkten Wiederaufstieg in die Top-Division bei der Weltmeisterschaft der Division I 2006 in Frankreich. Bei der Weltmeisterschaft 2008 spielte der Torhüter zum letzten Mal für sein Heimatland in einer internationalen Partie.

#### Statistik
(Legende zur Torhüterstatistik: GP oder Sp = Spiele insgesamt; W oder S = Siege; L oder N = Niederlagen; T oder U oder OT = Unentschieden oder Overtime- bzw. Shootout-Niederlage; Min. = Minuten; SOG oder SaT = Schüsse aufs Tor; GA oder GT = Gegentore; SO = Shutouts; GAA oder GTS = Gegentorschnitt; Sv% oder SVS% = Fangquote; EN = Empty Net Goal; 1 Play-downs/Relegation; Kursiv: Statistik nicht vollständig)

## Erfolge und Auszeichnungen

Ehrenbanner in der Mannheimer SAP-Arena

Neben den Meisterschaften mit den Adlern Mannheim 2001 und 2007 sowie dem Titelgewinn mit den Krefeld Pinguinen 2003 wurde Robert Müller während seiner Zeit in der höchsten deutschen Eishockeyliga fünfmal für das DEL All-Star Game nominiert, einem Freundschaftsspiel, in dem jeweils die besten Spieler der Liga gegeneinander antreten. 2002 stand der Torhüter dabei als einer von drei deutschen Akteuren im DEL All-Star Team, welches gegen die DEL-Spieler der deutschen Nationalmannschaft antraten. 2005 und 2006 stand Müller selbst für das Team Deutschland beim All-Star Game auf dem Eis, während der Rechtsfänger 2007 und 2008 zusammen mit den besten europäischen Spielern der Liga für das Team Europa nominiert wurde.

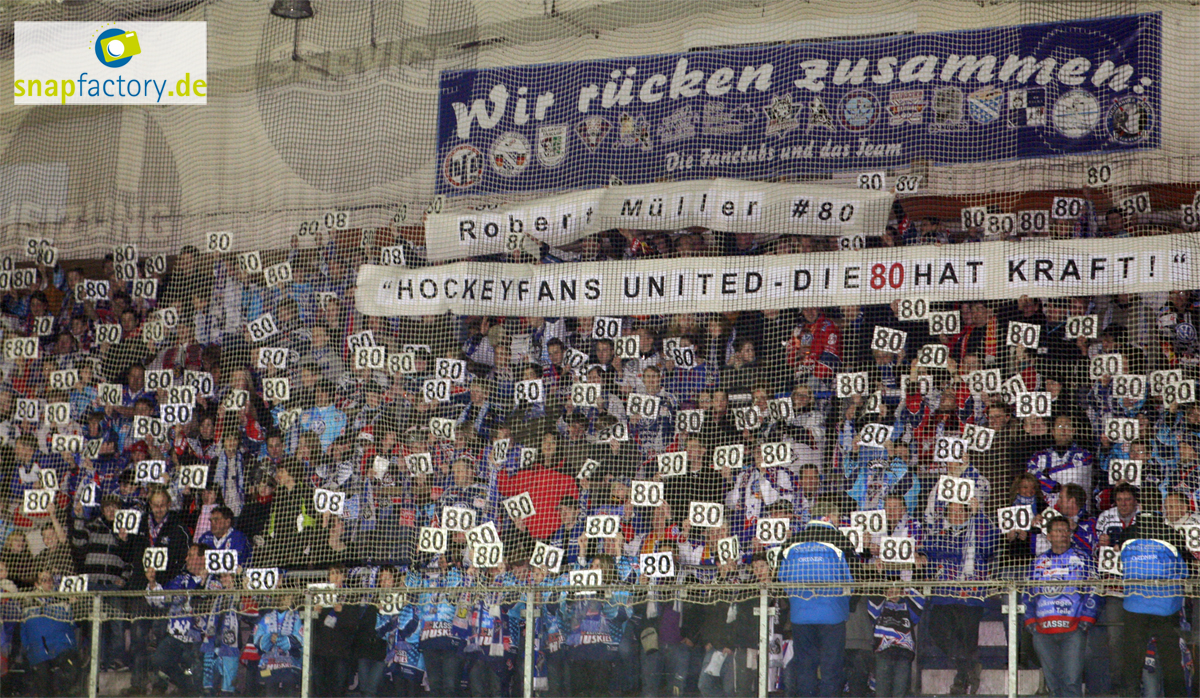
„Die 80 hat Kraft!“ als Choreografie der Huskies-Fans in der Eissporthalle Kassel

In den Play-offs 2002/03 und 2007/08 war Müller zudem der Torhüter, der die meisten abgewehrten Torschüsse sowie mit 1,99 beziehungsweise 2,2 Gegentreffern pro Spiel den jeweils besten Gegentorschnitt verzeichnete. Beim zweiten internationalen Turnier seiner Karriere, der Junioren-Europameisterschaft 1998, wurde Robert Müller als bester Torhüter der zweitklassigen B-Europameisterschaft ausgezeichnet. Bei der Eishockey-Weltmeisterschaft der Herren 2006 konnte sich der Goalie gegen die Schlussmänner der fünf übrigen Teilnehmer der Gruppe A der zweitklassigen Division I durchsetzen und wurde erneut zum besten Torhüter des Turniers ernannt. Beim Spengler Cup 2003 erhielt Müller ebenfalls die Auszeichnung als bester Torwart und wurde zudem ins All-Star Team der Veranstaltung gewählt.
Im März 2009 wurde Robert Müller als bislang jüngste Person in die „Hockey Hall of Fame Deutschland“ des Eishockeymuseums in Augsburg aufgenommen. Laudator und WDR-Reporter Eddie Körper betonte, dass die Aufnahme keine Ausnahme darstelle, sondern Müller alle Kriterien für diese Ehrung erfülle. Im gleichen Monat wurde der Torhüter zudem bei der Wahl zum „Winterstar 2009“ von den Zuschauern der Sendung Blickpunkt Sport des Bayerischen Rundfunks mit dem Sonderpreis für „sein Leben auf und abseits des Eises“ ausgezeichnet.
Nach Müllers Tod erklärten Müllers ehemalige Mannschaften, die Kölner Haie, die Adler Mannheim sowie der EHC Klostersee, die Rückennummer 80 zu Ehren Robert Müllers zu „sperren“, also nicht mehr an andere Spieler zu vergeben und zudem einen ihm gewidmeten Banner unter der Stadiondecke anzubringen. Obwohl der Torhüter nie in München gespielt hat, schloss sich auch der EHC München an und wird Müllers Rückennummer aus Respekt vor dem „sportlichen und menschlichen Vorbild“ ebenfalls nie wieder vergeben.
Zu Beginn der Saison 2009/10 wurde Robert Müllers Rückennummer 80 ligaweit gesperrt.

## Soziales Engagement
Robert Müller stand 2002 Pate für eine Werbeaktion der AIDS-Hilfe Krefeld e. V. und gründete das Onlineprojekt robert-hilft.de, über das mit diversen Aktionen ebenfalls Spenden für die Aids-Hilfe gesammelt wurden.
Müller war Schirmherr der nach seiner Rückennummer benannten Stiftung „Die 80 hat Kraft“, die Mitte Dezember 2008 von solidaritätsbekundenden Fans des krebskranken Torhüters gegründet wurde. Die Stiftung sammelte durch Spendenaufrufe in den Eishockeystadien, Versteigerungen und durch ihre Onlinepräsenz bis Februar 2009 über 100.000 Euro für die Deutsche Kinderkrebsstiftung.